# Fortezza del Cerro
La fortezza del Cerro (in spagnolo: fortaleza del Cerro), ufficialmente denominata fortezza Generale Artigas (in spagnolo: fortaleza General Artigas) è un edificio difensivo situato in posizione dominante su Montevideo, capitale dell'Uruguay.
Situata sulla vetta del Cerro, all'interno dei confini del barrio di Casabó, rappresenta un simbolo storico non solo per la città di Montevideo ma anche per tutto l'Uruguay. È infatti raffigurata sia sullo stemma del paese sudamericano sia su quello della capitale.

## Storia
Nel 1781 il governatore della città Manuel Ignacio Fernández fece costruire sulla vetta del cerro una vedetta da dove degli uomini della Marina segnalavano la presenza di imbarcazioni all'orizzonte mediante l'uso di bandiere. Per garantire una vigilanza costante fu edificata nelle vicinanze una fattoria dove il personale potesse alloggiarvi. Nel 1801 iniziò sulla vetta del cerro la costruzione di un faro e di una casa per il custode. Il 4 aprile dell'anno seguente, l'importante infrastruttura, la prima in tutto il bacino del Río de la Plata, entrò in funzione, favorendo un aumento  del traffico navale nel porto di Montevideo, sino ad allora considerato poco sicuro per i frequenti naufragi.
Due anni dopo l'occupazione inglese di Montevideo del 1807 il governatore di Montevideo Francisco Javier de Elío decise di proteggere il faro con una fortificazione. Nel 1811 i lavori, diretti dall'ingegnere militare José del Pozo y Marquy, furono completati.
Nel 1882 la fortezza fu intitolata all'eroe dell'indipendenza uruguaiana José Artigas, negli stessi anni furono realizzati una serie di interventi che modificarono in parte l'aspetto dell'edificio. Fino al 1930 ospitò al suo interno delle installazioni militari. L'anno seguente fu proclamata Monumento Nazionale. Iniziarono così una serie di lavori di restauro volti a restituire all'edificio il suo aspetto originale. Il 12 ottobre 1939, ad opere concluse, fu aperto al pubblico il Museo Militare posto all'interno della fortezza.

## Descrizione
La fortezza sorge sulla vetta del cerro, a 134 metri sul livello del mare, in posizione dominante rispetto alla baia di Montevideo. Presenta una cinta in pietra di perimetro pentagonale scandita da un marcapiano e dotata, su quattro angoli, di altrettante garitte esagonali.